# 基斯利
基斯利（英語：Keighley，發音：/ˈkiːθli/ ⓘ）是英國的一座城市，位於西約克郡。據2011年的人口普查，市區有人口56,348人。

## 外部連結
- Keighley Town Council（页面存档备份，存于）
- 中的“Keighley”
- Keighley Kicks（页面存档备份，存于） ? Covering local football in Keighley